# Marquesado de Santa Fe de Guardiola

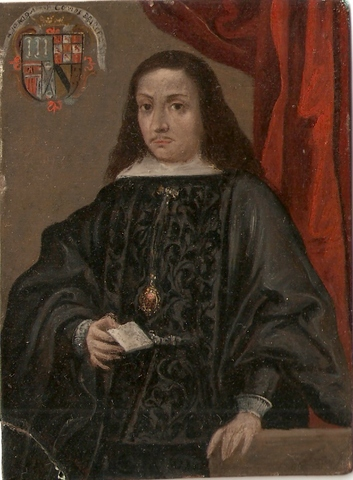
Juan Bartolomé de Padilla Guardiola y Guzmán, I marqués de Santa Fe de Guardiola

El marquesado de Santa Fe de Guardiola es un título nobiliario español creado el 6 de marzo de 1691 por el rey Carlos II de España a favor de Juan Bartolomé de Padilla Guardiola y Guzmán, oidor de la Real Audiencia de México, de la Real Audiencia de Santo Domingo, de la Real Audiencia de Guatemala y de la Real Audiencia de Caracas, gobernador de la provincia de Venezuela y de la capitanía general de Santo Domingo.

## Denominación
Su nombre hace referencia, entre otros, al segundo apellido del primer titular.

## Marqueses de Santa Fe de Guardiola
|                                 | Titular                                        | Periodo                |
| Creación por Carlos II          | Creación por Carlos II                         | Creación por Carlos II |
| ------------------------------- | ---------------------------------------------- | ---------------------- |
| I                               | Juan Bartolomé de Padilla Guardiola y Guzmán   | 1691-1691              |
| II                              | Juan Ildefonso de Padilla y Gómez de Arratia   | 1691-1724              |
| III                             | José de Padilla y Estrada                      |                        |
| IV                              | José Gregorio de Padilla y Estrada             | -1751                  |
| V                               | José de Padilla y Cervantes                    |                        |
| VI                              | Mariana de Padilla y Cotera                    |                        |
| VII                             | Manuel Mariano de Ceballos y Padilla           |                        |
| VIII                            | Luis de Ceballos y Tovar                       |                        |
| IX                              | María de Guadalupe de Ceballos y Tovar         |                        |
| X                               | María de Guadalupe de Ceballos y Padilla       |                        |
| XI                              | José Javier de Cervantes y Ozta                |                        |
| Rehabilitación por Amadeo I     |                                                |                        |
| XII                             | Manuel de Medinilla y Orozco                   | 1872-1877              |
| Rehabilitación por Alfonso XIII |                                                |                        |
| XIII                            | María de las Angustias Pérez del Pulgar y Alba | 1924-1939              |
| XIV                             | Alberto Enrique de Borbón y Pérez del Pulgar   | 1939-1981              |
| XV                              | Alfonso Gonzalo de Borbón y Sanchiz            | 1981-actual titular    |

## Historia de los marqueses de Santa Fe de Guardiola
I. Juan Bartolomé de Padilla Guardiola y Guzmán (Sevilla, 1643-Ciudad de México, 2 de diciembre de 1691), i marqués de Santa Fe de Guardiola. Colegial de la Universidad de Alcalá de Henares, oidor de la Real Audiencia de México, de la Real Audiencia de Santo Domingo, de la Real Audiencia de Guatemala y de la Real Audiencia de Caracas, gobernador de la provincia de Venezuela y de la capitanía general de Santo Domingo.
Casó con Jerónima Gómez de Arratia y Cisneros. Le sucedió su hijo:
II. Juan Ildefonso de Padilla y Gómez de Arratia (Santo Domingo, 1673-Ciudad de México, 1724), ii marqués de Santa Fe de Guardiola, caballero de la Orden de Calatrava.
Casó con Micaela Gregoria de Estrada y Niño. Le sucedió su hijo:
III. José de Padilla y Estrada, iii marqués de Santa Fe de Guardiola.
Sin descendencia. Le sucedió su hermano:
IV. José Gregorio de Padilla y Estrada (1694-1751), iv marqués de Santa Fe de Guardiola, caballero de la Orden de Calatrava.
Casó con Juana María de Cervantes. Le sucedió su hijo:
V. José de Padilla y Cervantes (1737-1792), v marqués de Santa Fe de Guardiola, corregidor de México.
Casó con María Manuela de la Cotera y Rivascacho. Le sucedió su hija:
VI. Mariana de Padilla y Cotera, vi marquesa de Santa Fe de Guardiola.
Casó con José Antonio Fernández de Ceballos González-Calderón. Le sucedió su hijo:
VII. Manuel Mariano de Ceballos y Padilla, vii marqués de Santa Fe de Guardiola.
Casó con Rosalía Tovar. Le sucedió su hijo:
VIII. Luis de Ceballos y Tovar, viii marqués de Santa Fe de Guardiola.
Sin sucesión. Le sucedió su hermana:
IX. María de Guadalupe de Ceballos y Tovar, ix marquesa de Santa Fe de Guardiola.
Casó con José María Sarabia, sin sucesión. Le sucedió su tía:
X. María de Guadalupe de Ceballos y Padilla, x marquesa de Santa Fe de Guardiola.
Sin sucesión. Le sucedió un pariente suyo, descendiente del iv marqués:
XI. José Javier de Cervantes y Ozta (1829-1888), xi marqués de Santa Fe de Guardiola.
Casó con Soledad Vivanco y de la Lama, con quien tuvo seis hijos. Tras la independencia de México, el título cayó en desuso. En 1872 le sucedió, por rehabilitación:
XII. Manuel de Medinilla y Orozco (Cádiz, 1835-Jaén, 1884), xii marqués de Santa Fe de Guardiola.
Tras no satisfacer el correspondiente impuesto, le fue retirado el título en 1877. En octubre de 1878 se suprimió. Se volvió a buscar titular tras la muerte de este, pero nadie acudió a la sucesión. Posteriormente, Cristóbal Roca de Togores Pérez del Pulgar Aguirre Solarte y Ramírez de Arellano solicitó y le fue concedida la rehabilitación en 1919, pero nunca se llegó a expedir Real Carta de Sucesión al no satisfacer el impuesto. En 1924 le sucedió, por rehabiltación:
XIII. María de las Angustias Pérez del Pulgar y Alba (1906-1939), xiii marquesa de Santa Fe de Guardiola. Era hija de Cristóbal Pérez del Pulgar y Ramírez de Arellano, i marqués del Albaicín.
Casó con Alfonso de Borbón y Pintó, hijo de Alberto María de Borbón y d'Ast, ii duque de Santa Elena. Le sucedió en 1939 (convalidada en 1957) su hijo:
XIV. Alberto Enrique de Borbón y Pérez del Pulgar (1933-1995), xiv marqués de Santa Fe de Guardiola, iii duque de Santa Elena.
Casó con Eugenia Sanchiz y Mendaro, hija de Gonzalo María Sanchiz y Calatayud, iii marqués de Montemira. Le sucedió, en 1981, su hijo:
XV. Alfonso Gonzalo de Borbón y Sanchiz (Madrid, 1961), xv marqués de Santa Fe de Guardiola, iv duque de Santa Elena.
Casó con María Escrivá de Romaní y Soto, hija de Luis Escrivá de Romaní y Patiño, v conde de Glimes, y de su esposa María de Soto y Carvajal, quien a su vez era hija de Fernando de Soto y Domecq, xiii marqués de Arienzo y xii marqués de Santaella.